# Шугуровське сільське поселення
Шугу́ровське сільське поселення (рос. Шугуровское сельское поселение) — муніципальне утворення у складі Великоберезниківського району Мордовії, Росія. Адміністративний центр — село Шугурово.

## Історія
Станом на 2002 рік існували Тазинська сільська рада (села Сосновий Гарт, Тазино) та Шугуровська сільська рада (село Шугурово, селище Вейсе).
19 травня 2020 року було ліквідовано Тазинське сільське поселення, його територія увійшла до складу Шугуровського сільського поселення.

## Населення
Населення — 870 осіб (2019, 1213 у 2010, 1447 у 2002).

## Склад
До складу поселення входять такі населені пункти:
| Населений пункт     | Населення, осіб (2002) | Населення, осіб (2010) |
| ------------------- | ---------------------- | ---------------------- |
| Вейсе, селище       | 27                     | 17                     |
| Сосновий Гарт, село | 38                     | 0                      |
| Тазино, село        | 353                    | 328                    |
| Шугурово, село      | 1029                   | 868                    |